# Do As Infinity LIVE TOUR 2001 〜DEEP FOREST〜
『Do As Infinity LIVE TOUR 2001 〜DEEP FOREST〜』（ドゥ・アズ・インフィニティ・ライブ・ツアー・ツーサウザンドワン・ディープ・フォレスト）は、日本のロックバンド・Do As Infinityが2002年3月20日にavex traxから発売した4枚目の映像作品である。

## 内容
前作『5』から約6ヶ月ぶり、初のライブビデオ。ベストアルバム『Do The Best』と同時発売された。
2001年11月16日から12月31日に全国の多目的ホールで敢行された、ライブツアー『Do As Infinity LIVE TOUR 2001 〜DEEP FOREST〜』から12月4日の東京・渋谷公会堂公演が収録されている。
2004年12月8日にはバリュー・プライス・キャンペーン2004-2005の対象商品として2005年12月31日までの期間限定盤として再発売された。

## 収録映像曲
本編
1. 構造改革 [3:12]
2. シグナル [3:48]
3. Get yourself [3:59]
4. Desire [4:32]
5. タダイマ [4:29]
6. 翼の計画 [4:18]
7. 恋妃 [4:18]
8. snail [5:51]
9. Painful [8:04]
10. Tangerine Dream [4:04]
11. 深い森 [4:01]
12. 遠雷 [3:55]
13. Yesterday & Today [5:56]
14. 遠くまで [4:14]
15. 冒険者たち [4:29]
16. 135 [10:01]
17. SUMMER DAYS [8:25]

アンコール
1. Week! [5:12]
2. 徒然なるままに [5:34]
3. We are. [7:16]

## 参加ミュージシャン
Do As Infinity
- 伴都美子：Vocal
- 大渡亮：Guitar

GREAT TOUR BAND
- 高瀬順：Keyboard
- 松本淳：Drums
- 島本道太郎：Bass
- 林部直樹：Guitar
- 浜野和子：Chorus